# Tanel Padar
Tanel Padar (27 d'octubre de 1980) és un cantant estonià nascut a Haljala.
Va començar la seva carrera musical després de guanyar un concurs de joves talents a la televisió d'Estònia, Kaks takti ette, en 1999. L'any 2001 va guanyar el Festival d'Eurovisió a Copenhaguen fent un duet amb Dave Benton, interpretant el tema "Everybody". Per a això també van comptar com a coristes a la banda 2XL (anomenats Soul Militia des de 2002). No era la seva primera experiència en el festival, l'any 2000 havia acudit com a corista de la participació estoniana, Once in a lifetime d'Ines, que va aconseguir la quarta posició.
Padar actua ara amb la banda The Sun, amb la qual és molt conegut a Estònia. El seu tema "Hopelessness you" va entrar en el MTV World Chart Express. Tanel es va casar amb la model Katarina Kalda encara que es va divorciar poc després. La seva germana, Gerli Padar, va representar també a Estònia a Eurovisió, en aquest cas al 2007, amb el tema "Partners in Crime", que no va passar de la semifinal quedant la 22a amb 33 punts.

## Discografia
- 2005 The Sun: Greatest Hits
- 2005 Veidi valjem kui vaikus
- 2006 Tüdrukune (Maxi)
- 2006 Milles On Així? (Maxi)
- 2006 100% Rock'n'roll
- 2007 The Sun Live 2006
- 2008 Here Comes The Sun
- 2008 Unisex
- 2010 RING
- 2015 Veidi valjem kui vaikus III (A bit louder than silence III)
- 2020 Sinu aeg (Your time)